# Ctenophorus yinnietharra
Ctenophorus yinnietharra är en ödleart som beskrevs av  Storr 1981. Ctenophorus yinnietharra ingår i släktet Ctenophorus och familjen agamer. IUCN kategoriserar arten globalt som sårbar. Inga underarter finns listade i Catalogue of Life.